# 로스앤젤레스 메모리얼 콜리세움
로스앤젤레스 메모리얼 콜리세움(Los Angeles Memorial Coliseum)은 미국 캘리포니아주 로스앤젤레스에 있는 다목적 경기장으로, 주로 슈퍼 볼 경기장으로 사용되고 있다. 1932년 하계 올림픽과 1984년 하계 올림픽 주 경기장으로 선정되었으며 1984년 7월 27일 미국 국립역사기념물에 선정되었다. 하계 올림픽 역사상 유일하게 두 차례나 주경기장으로 선정된 경기장이기도 하다.
현재 NFL 로스앤젤레스 램스의 홈경기장으로 사용하고 있으며, 과거 NFL 로스앤젤레스 레이더스와 MLB 로스앤젤레스 다저스 그리고 XFL 로스앤젤레스 익스트림과 USFL 로스앤젤레스 익스프레스의 홈경기장으로 사용했다.

## 개요
1923년에 개장한 세계에서 가장 오래된 경기장 중 하나이다.
개장 당시 수용인원은 75,144명이였으나, 1932 LA 올림픽을 앞두고 수용인원이 101,574명으로 확대되었다. 그 이후, 여러 차례의 변화를 거쳐서 현재의 수용인원은 78,467명이다.
USC 캠퍼스 바로 옆에 경기장이 위치하고 있으며, 개장 초기인 1923년부터 USC 미식축구팀이 홈경기장으로 사용하고 있다. 또한, 2016년에 로스앤젤레스로 연고이전을 한 로스앤젤레스 램스가 잉글우드에 건설 중인 로스앤젤레스 스타디움 앳 헐리우드 파크가 완공되기 전까지 홈구장으로 사용한다.

## 올림픽
올림픽 역사상 유일하게 두 차례 주 경기장으로 사용된 경기장이다. 그리고 유일하게 세번이나 주경기장으로 사용될 예정인 경기장이다.
1932 LA 올림픽과 1984 LA 올림픽 주경기장으로 사용되었다.
1932년 올림픽 때는 육상, 미식축구, 라크로스, 승마, 필드하키, 체조 경기가 열렸고, 1984년 올림픽 때는 육상 종목 경기가 펼쳐졌다.
2028 LA 올림픽에서는 육상 경기장과 폐회식 장소로 사용될 예정으로 경기장 이름은 이 기간 동안 다시 로스엔젤레스 메모리얼 콜리세움으로 불리게 된다.

## 스콜라쉽 클럽 타워
개장한 이후 두번의 리노베이션을 한 LA 메모리얼 콜리세움이지만, 노후화에 따라 다시 한번 리노베이션을 할 필요가 있었고 2028년 하계 올림픽 유치를 확정한 2017년에 리노베이션이 최종 확정되었다.
기존에 있던 좌석을 전부 교체하는 동시에 오래된 프레스 박스를 철거하고 새로운 프레스 박스와 프리미엄 좌석, 관중 편의시설이 포함된 새로운 구조물인 스콜라쉽 클럽 타워를 건설하는 3억 달러 규모의 대규모 리노베이션이며 건설은 2018년부터 시작해서 2019년에 미식축구 시즌 개막에 맞춰 완료될 예정이다. 따라서, 2018 시즌은 임시 중계석을 설치해서 운영했다. 이번 리노베이션으로 관중 수용 규모는 93,607석에서 78,467석으로 대폭 줄어들게 된다.

## 기타
최초의 슈퍼볼 (AFL-NFL 월드 챔피언쉽) 경기가 열린 경기장이다. 빈스 롬바르디가 이끌었던 그린베이 패커스가 캔자스시티 칩스를 꺾고 첫번째 우승을 차지했다. 또한, 1973년에 슈퍼볼 VII(7) 경기가 열렸다.
1959년 월드시리즈 3,4,5차전 경기가 펼쳐지기도 했으며, 로스앤젤레스 다저스가 시카고 화이트삭스를 4-2로 꺾고 당시 두번째 우승을 차지했다.
바로 옆에 많은 LA 레이커스, LA 클리퍼스를 포함한 프로, 대학팀들이 홈구장으로 사용했던 로스앤젤레스 메모리얼 스포츠 아레나가 있었다. 해당 경기장은 2016년 3월에 폐쇄된데 이어, 같은해 9월에 해체되었다. 그리고, 해체된 부지에 MLS 확장 프랜차이즈인 로스앤젤레스 FC 홈구장인 뱅크 오브 캘리포니아 스타디움 건설 공사를 시작했고 2018년 4월에 완공되었다.
XFL 소속 로스앤젤레스 익스트림의 홈구장이었다.
2003년 미국드라마 24의 시즌 2에 등장한 적이 있다.
유나이티드 항공에서 16년간 명명권을 6,900만 달러에 획득하여 2019년 8월부터 NFL 시즌 개막에 맞춰 '유나이티드 에어라인스 메모리얼 콜리시엄으로 불리게 됐다. 다만, 2028 LA 올림픽 기간 동안에는 원래대로 LA 콜리시엄으로 불리게 된다. 한편, 유나이티드 항공이 명명권 획득으로 지불한 돈은 상술된 리노베이션 및 보수 공사도 비용으로 사용되고 있다.
(미국 현지 시간)2008년 3월 29일 LA다저스와 보스턴 레드삭스와의 메이저 리그 베이스볼 경기가 열렸다. 당시 관중 수는 115,300명으로 세계 야구 역사상 최다의 관중 수를 기록했다.

## 갤러리

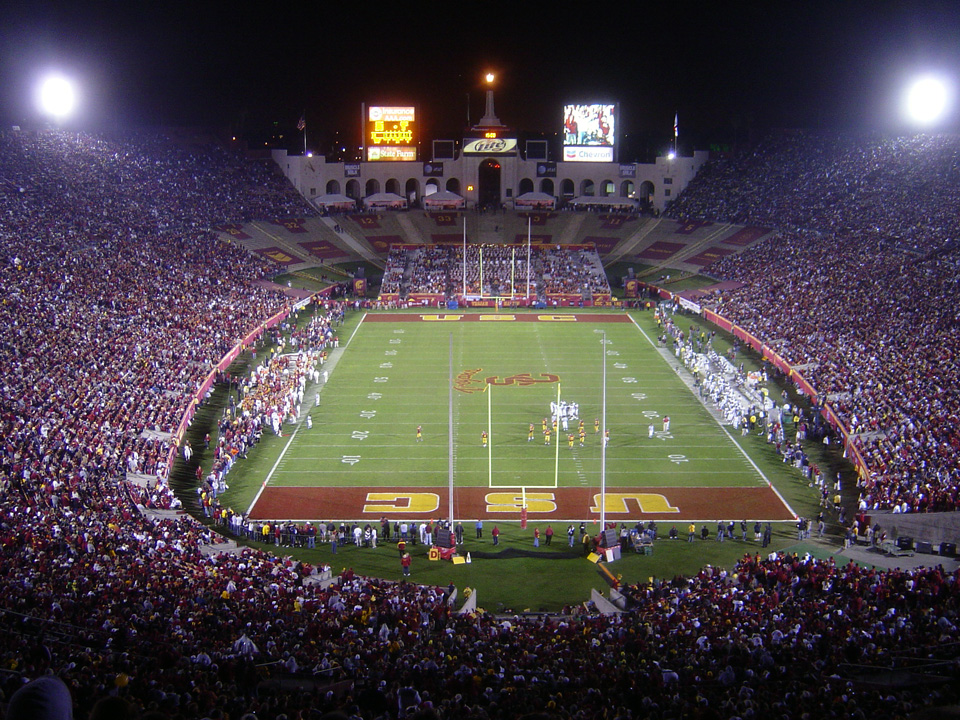

## 같이 보기
- BMO 스타디움